# Кріс фон Зальца
Кріс фон Зальца (англ. Chris von Saltza, 13 січня 1944) — американська плавчиня.
Олімпійська чемпіонка 1960 року.
Переможниця Панамериканських ігор 1959 року.